# Pizza estilo Windsor
La pizza estilo Windsor es un estilo canadiense de pizza que se caracteriza por su masa fina hecha con harina de maíz, queso rico en grasas, pepperoni rallado y champiñones enlatados. Se inventó a finales de la década de 1950 o principios de la de 1960 en Windsor (Ontario), y se ha convertido en el estilo de pizza dominante en la zona. El estilo sigue siendo popular entre los residentes actuales y anteriores de Windsor y, ocasionalmente, ha provocado pedidos a larga distancia.

## Descripción
Las pizzas estilo Windsor tienen una corteza masticable y de textura gruesa hecha con harina y harina de maíz. La corteza es fina pero más gruesa que la de la pizza estilo Nueva York. La salsa presenta una mezcla de especias con una gran cantidad de orégano. El queso mozzarella utilizado tiene un alto contenido de grasa y la mayoría de las pizzerías de Windsor obtienen su queso de Galati Cheese Company, con sede en Windsor. La mayoría de los ingredientes son de origen local. El pepperoni en las pizzas estilo Windsor se desmenuza para garantizar que el sabor del pepperoni esté en cada bocado y para evitar la formación de charcos de grasa. Los hongos que se usan para cubrir las pizzas estilo Windsor son enlatados en lugar de frescos para evitar que se quemen.
El tipo más popular de pizza estilo Windsor es la Super, que lleva pepperoni rallado, tocino, champiñones y pimientos verdes.

## Historia
Se cree que la pizza estilo Windsor fue inventada por Volcano Pizzeria, aunque otros restaurantes afirman haber inventado la receta ellos mismos; Volcano Pizzeria fue fundada por los primos Gino Manza y Frank Gualtieri. Originalmente era un restaurante que vendía comida italiana antes de convertirse en el primer restaurante de Windsor en servir pizza en 1957 o a principios de los años 1960, aproximadamente cuando otras pizzerías comenzaron a operar en la ciudad. Algunas pizzerías de Windsor han confirmado que rastrean su receta hasta Volcano Pizzeria.
Otros restaurantes que se han asociado con la pizza estilo Windsor incluyen Sam's Pizzeria y Mario's Restaurant. El primero, fundado en 1947, no fue identificado como pizzería hasta 1960. Este último, fundado en 1940, pasó a ser reconocido como pizzería recién en 1964. En 1960, Capri Pizzeria también fue identificada en el directorio comercial de Windsor. El número de pizzerías en la ciudad aumentó en los años siguientes, a medida que el plato se hizo más popular en Canadá.
A mediados de la década de 1980, el estilo se había vuelto muy querido entre los lugareños y los estadounidenses visitaban regularmente las pizzerías de Windsor. El mercado de la pizza en Windsor se había vuelto muy competitivo y algunas cadenas como Little Caesars no podían sobrevivir en Windsor. Un artículo del Windsor Star de 1992 afirmó que Windsor había iniciado la tendencia de la pizza de pan plano en Canadá.

## Impacto

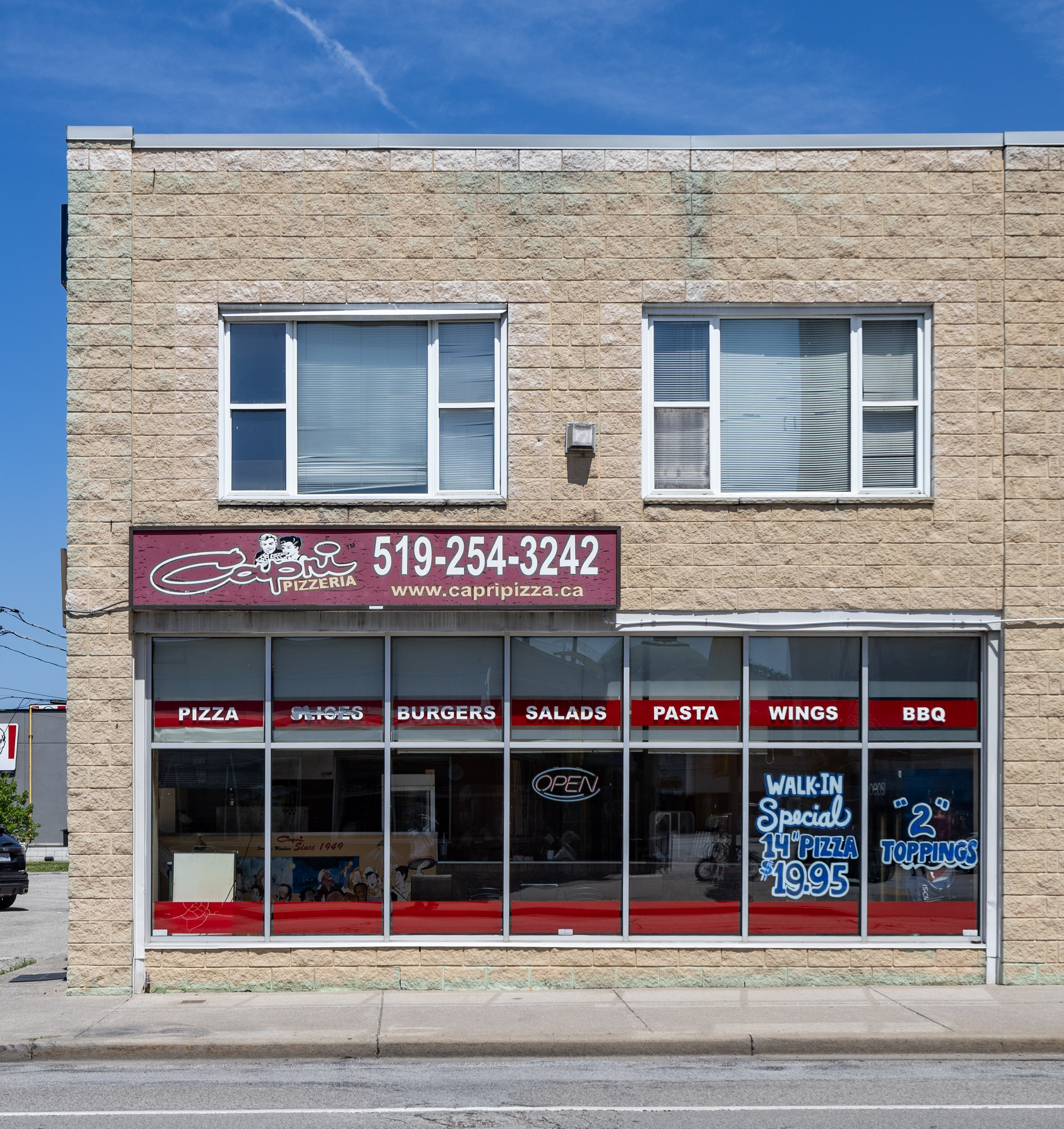
Capri Pizzeria, una de las varias cadenas de pizzerías con sede en Windsor.

Debido a la popularidad de la pizza estilo Windsor en Windsor, la mayoría de las pizzerías en Windsor son de propiedad local en lugar de ser parte de una cadena nacional. En 2024, Postmedia realizó una encuesta que determinó que Windsor era la ciudad de pizza canadiense favorita de sus lectores. Según el documental de 2022 The Pizza City You've Never Heard of, Windsor tiene la mayor cantidad de pizzerías per cápita en Canadá. El gerente de Galati Cheese, Peter Piazza, declaró al National Post en 2024 que la ciudad tiene aproximadamente 200 pizzerías. Se han abierto pizzerías estilo Windsor en Calgary y Toronto. Los antiguos habitantes de Windsor han pedido pizzas a miles de kilómetros de distancia, algo que, según afirmó el propietario de una pizzería, ocurre al menos unas cuantas veces al mes.
La pizza estilo Windsor de Armando's recibió el tercer lugar en la International Pizza Expo 2013 en Las Vegas; el chef de Armando's, Dean Litster, fue posteriormente nombrado Chef del Año 2018 por la revista Canadian Pizza Mag. En 2020, los promotores musicales George Kalivas y Tristan Laughton hicieron The Pizza City You've Never Heard of, un documental sobre la pizza de Windsor, creyendo que estaba entre las mejores ciudades de pizza del mundo. El documental se estrenó en 2022. En 2024, una publicación que mostraba el pepperoni rallado se volvió viral en Twitter, lo que desató un debate en línea al respecto.